# 公民権
公民権（こうみんけん、英語: civil rights）とは、政治における参政権の一種である。公職に関する選挙権・被選挙権を通じて民意を反映する地位や資格、公務員として任用される権利（公務就任権）などの総称で、市民権とほぼ同じ意味である。

## 米国

### 公民権法
公民権法第7編703条（a）では、使用者が人種や皮膚の色・出身国などを理由に、雇用の拒否や個人の解雇、雇用上の報酬・条件・権利について差別することが禁止されている。

## 日本
公民権とは「公民としての権利」のことであり、法令では「公民権」という語の用例は、労働基準法第7条（公民権行使の保障）にのみみられる。「公民としての権利」という文言では、自衛隊法施行規則等いくつかの府省令、人事院規則などに見られる。

### 労働基準法（公民権行使の保障）
本条は、国民の重要な権利である参政権の行使をはじめ、労働者の公民としての権利の行使や公の職務執行を保障するため、使用者に対し、労働時間中であっても労働者が国民としての権利行使ができるよう、労働者の労働義務の免除を命じたものである。ここでいう「公民」とは「国家又は公共団体の公務に参加する資格ある国民」をいい、「公民としての権利」とは、「公民に認められる国家又は公共団体の公務に参加する権利をいう（昭和63年3月14日基発150号）。具体的には選挙権・被選挙権のほか、最高裁判所裁判官国民審査、特別法の住民投票、憲法改正の国民投票、地方自治法に基づく住民の直接請求権、住民監査請求権などが含まれる（昭和63年3月14日基発150号）。
「公の職務」とは、法令に根拠を有するものに限られるが、法令に基づく公の職務のすべてを指すわけではなく、
1. 国または地方公共団体の公務に民意を反映してその適正を図る職務（国会議員・地方議会議員、労働委員会の委員、労働審判における労働審判員、裁判員制度における裁判員、検察審査員、各種審議会の委員等）
2. 国または地方公共団体の公務の公正妥当な執行を図る職務（裁判所や労働委員会の証人等）
3. 地方公共団体の公務の適正な執行を監視するための職務（選挙立会人等）

などがこれに該当する（昭和63年3月14日基発150号、平成17年9月30日基発930006号）。なお、単に労務の提供を主たる目的とする職務は「公の職務」に含まれず、応援のための選挙活動、予備自衛官の招集、非常勤の消防団員の職務等は、公民としての権利・公の職務に該当しない（昭和63年3月14日基発150号）。
訴権の行使は一般には公民としての権利の行使ではないが、行政事件訴訟法に規定する民衆訴訟並びに公職選挙法に規定する選挙人名簿に関する訴訟及び選挙又は当選に関する訴訟は公民権の行使に該当する（昭和63年3月14日基発150号）。
実際に権利が行使されたかどうかを問わず、拒むこと自体が本条違反に当たる。また、権利の行使を使用者の承認にかかることも違反である。
- 使用者の承認を得ずに公職に就任した者を懲戒解雇に付する旨の就業規則条項は無効であり、公職に就任することが会社業務の遂行を著しく阻害する恐れがある場合においても、普通解雇とすることは別として、懲戒解雇に付するのは許されない（十和田観光電鉄事件、 最判昭和38年06月21日）[注 1]。
- 就業規則等に公民権の行使を労働時間外に実施すべき旨を定めておいて、それを根拠に労働者が就業時間中に選挙権の行使を請求することを拒否することは本条違反である（昭和23年10月30日基発1575号）。

公民権の行使に係る時間を有給とするか無給とするかは当事者の自由に委ねられ、無給でもよい（昭和22年11月27日基発399号）。
第7条に違反した者は、6ヶ月以下の拘禁又は30万円以下の罰金に処せられる（第119条）。

### 公職選挙法等（公民権の停止）

#### 各法令の規定
公職選挙法第11条・第252条、政治資金規正法第28条、電磁記録投票法第17条、沖縄復帰特別措置法第153条は公民権停止規定とも呼ばれる。
- 実刑に処せられて刑期満了になっていない者
- 公職にある間に犯した収賄罪又は斡旋利得罪の刑期終了から10年[注 3]経過しない者[注 4]
- 公職にある間に犯した収賄罪又は斡旋利得罪で刑の執行猶予中の者[注 5]
- 選挙違反[2]により拘禁以上の刑で執行猶予中の者
- 選挙違反[2]により罰金又は拘禁以上の刑に処せられて刑期満了から5年経過しない者
- 公職選挙において買収及び利害誘導罪の選挙違反により罰金又は拘禁以上の刑に処せられて刑期満了から10年経過しない者
- 政治資金規正法違反[3]により罰金又は拘禁以上の刑に処せられて刑期満了から5年経過しない者[4]
- 政治資金規正法違反[3]により罰金又は拘禁以上の刑で執行猶予中の者[4]

なお、選挙違反、政治資金規正法違反については裁判所は有罪でも情状によって公民権停止規定を適用しなかったり短縮したりすることを可能であることが規定されている（刑事罰が科されながらも公民権が停止されずに政治家に留まり続けることができた例として政治資金パーティー事件の石阪丈一町田市長がいる）。選挙違反による公民権停止規定が日本国憲法第14条・第44条（国政選挙に関して）に反するとして争われた公民権停止事件で1955年2月9日に最高裁判所で「選挙違反による公民権停止規定は憲法第14条・第44条に違反せず、かつ国民の参政権を不当に奪うものではない」とする判決が出ている。

#### 具体的な制限
公民権停止となると以下のようなケースで権利が制限される。
- 公民権停止になると公職政治家を失職することが規定されており[5]、公民権停止中は公職政治家に就任することができない[6]。
- 選挙違反[2]又は政治資金規正法違反[3]の有罪によって公民権停止されている間は選挙運動をすることができず、違反者には1年以下の拘禁又は30万円以下の罰金の刑事罰が規定されている[7]。
- 公職政治家以外でも公民権停止になると副首長[8]、総合区長[9]、監査委員[10]、海区漁業調整委員会公選委員[11]、新村長職務執行者[12]、中央選挙管理会委員[13]、都道府県公安委員会委員[14]、教育委員会委員[15]の役職を失職し、公民権停止中は就任禁止の対象となっている。
- 公民権停止になると、選挙管理委員会委員[16]、公職選挙における投票管理者[17][18]、公職選挙における開票管理者[19][18]、選挙長[20]、選挙分会長[20]、審査長[21]、審査分会長[21]、裁判員[22]の役職を失職する。
- 地方首長臨時代理者[23]と水防事務組合議会議員[24]は公民権停止中は就任禁止の対象となっている。

1992年12月15日以前は公職政治家が選挙違反以外で有罪が確定しても実刑が確定しないと公職を失職することはなかった。しかし、法改正により「公職在任中の収賄罪」（1992年12月16日以降）や「政治資金規正法違反」（1995年1月1日以降）では執行猶予付きの有罪確定でも公職を失職することになった。
ただし、この規定ができる前に「公職在任中の収賄罪」や「政治資金規正法違反」で執行猶予付きの有罪になっても、憲法の遡及処罰禁止規定（39条前段）により適用されない。
- 藤波孝生は国会議員在職中に犯したリクルート事件に絡む受託収賄罪の執行猶予付きの懲役刑が衆議院議員在職中の1999年10月に確定したが、規定前の1985年の事件だったため衆議院議員を失職することはなく、2000年6月の衆議院解散まで在職し続け、2000年衆院選に再選し、2003年10月まで在職し続けた。
- 中村喜四郎は国会議員在職中に犯したゼネコン汚職事件に絡むあっせん収賄罪の実刑が衆議院議員在職中の2003年1月に確定したが、規定前の1992年1月の事件だったため衆議院議員の失職のみで刑期満了から一定期間の公民権停止はなく、刑期満了後の2005年衆院選に立候補をして当選している。

「公職在任中の収賄罪・斡旋利得罪」や「選挙違反」や「政治資金規正法違反」以外の罪であれば、有罪になっても執行猶予付きの有罪であれば公民権停止や公職の失職にはならず、実刑が確定しても刑期終了から一定期間公民権が停止されることはない。
- 辻元清美は衆議院議員在職中に犯した秘書給与流用事件で2004年2月に地裁で詐欺罪について執行猶予付きの懲役刑が確定した後で執行猶予中に2004年参院選の立候補（落選）や2005年衆院選に立候補（当選）をしている。
- 西村眞悟は衆議院議員在職中に犯した弁護士法違反事件で2007年9月に地裁で執行猶予付きの禁錮刑が確定したが実刑ではなかったため衆議院議員を失職することはなく2009年7月の衆議院解散まで在職し続けた。

政党助成法及び政党法人格付与法の政党要件を満たせば、公民権がない者が党首の政党でも政党交付金を受け取ることができる。
- 鈴木宗男は国会議員在職中に犯した鈴木宗男事件で2010年9月に実刑が確定して2017年4月まで公民権停止となったが、2010年12月に国会議員5人で結党した新党大地・真民主（後の新党大地）の代表に就任し、2012年4月から同年12月まで新党大地・真民主は政党交付金を受け取っていた。

公民権が停止された者でも国会議員公設秘書になることができる。
- 鳩山由紀夫衆議院議員の私設秘書だった人物は偽装献金事件で2009年12月に政治資金規正法違反で罰金刑が確定して2012年12月まで公民権停止となったが、2010年6月に鳩山由紀夫衆議院議員の公設秘書に起用された。

公民権が停止された者でも禁固刑以上にならずに罰金刑に留まった場合は法律の欠格条項に反しなければ、一般職の公務員に留まることは法律上は問題はない。1966年2月16日に厚生省大臣官房の強い意向により選挙違反で有罪確定となって公民権停止中の元厚生省公務員が総理府技官兼放射線医学総合研究所病院部長に起用された。しかし、選挙違反で有罪となって公民権停止となった者が上級公務員に起用されることへの批判が高まり、当該官僚は同年2月17日付で辞職した。

#### 誤った公民権停止
1992年12月16日から「公職にある間に犯した収賄罪で刑の執行猶予中の者」が公民権停止となる規定となったが、首長や議員などの公職に該当しない公務員が収賄罪で執行猶予付き有罪判決が出た際に、検察事務官が公職と勘違いして誤って公民権停止となった例がある。
例として、以下がある。
- 2001年11月9日に収賄罪の有罪で懲役1年2月執行猶予3年追徴金39万円の判決を受けた元鹿町町建設課長[29][30]
- 1996年3月5日に収賄罪の有罪で懲役1年6月執行猶予3年追徴金200万円の判決を受けた元輪之内町農業委員[31][32]
- 1997年9月25日に収賄罪の有罪で懲役1年6月執行猶予4年追徴金210万円の判決を受けた元瑞穂郵便局保険課長[33][34]
- 1997年7月7日に収賄罪の有罪で懲役1年6月執行猶予3年追徴金150万円の判決を受けた元建設省酒田工事事務所副所長[35][36]
- 2000年6月13日に収賄罪の有罪で懲役1年6月執行猶予3年追徴金27万3200円の判決を受けた元府中市下水道工事課工務係長[37][38]